# إي. دبليو. هورنونغ
إي. دبليو. هورنونغ (بالإنجليزية: E. W. Hornung) (7 يونيو 1866، ميدلزبرة في المملكة المتحدة - 22 مارس 1921 في فرنسا)؛ كاتب وروائي بريطاني.

## روابط خارجية
- إي. دبليو. هورنونغ على موقع IMDb (الإنجليزية)
- إي. دبليو. هورنونغ على موقع الموسوعة البريطانية (الإنجليزية)
- إي. دبليو. هورنونغ على موقع قاعدة بيانات برودواي على الإنترنت (الإنجليزية)
- إي. دبليو. هورنونغ على موقع قاعدة بيانات الفيلم (الإنجليزية)